# Europakonventionen
Europakonventionen, formellt europeiska konventionen om skydd för de mänskliga rättigheterna och de grundläggande friheterna, är Europarådets konvention om de mänskliga rättigheterna.
Europakonventionen undertecknades 4 november 1950 i Rom, Italien av högre ämbetsmän från medlemsstaterna i Europarådet. För medlemskap i Europarådet krävs numera att konventionen ratificeras. Konventionen förkortas EKMR på svenska och ECHR på engelska.
Europakonventionen tillkom för att lagstadga Förenta nationernas deklaration om de mänskliga rättigheterna, och var fundamental för stiftandet av Europarådet. Sverige ratificerade konventionen 4 februari 1952.

## Konventionens innehåll
Europakonventionen stadgar envars mänskliga rättigheter. Bestämmelserna gäller:

### Avdelning I Rättigheterna och friheterna
(från artikel 1 till artikel 18)
- envars rätt till 
  - liv
  - personlig frihet
  - domstolsprövning och rättssäkerhet
  - skydd för privat- och hemlivet, hem och korrespondens
  - tankefrihet, samvetsfrihet och religionsfrihet
  - församlings- och föreningsfrihet
  - att ingå äktenskap och bilda familj
  - föra talan mot kränkningar av friheter och rättigheter
- förbud mot att någon utsätts för
  - tortyr och omänsklig behandling
  - slaveri eller tvångsarbete
  - dom till straff utan stöd i lag och mot retroaktiva straffdomar
  - diskriminering

### Avdelning IIEuropeiska domstolen för de mänskliga rättigheterna
(från artikel 19 till artikel 51)
- Intervention av Europarådets kommissionär för mänskliga rättigheter (artikel 36)
- Bindande kraft av domstolens slutgiltiga (artikel 46)

### Avdelning III Diverse bestämmelser
(från artikel 52 till artikel 59)
Därtill har konventionen kompletterats med fjorton tilläggsprotokoll, bl.a. om dödsstraff, materiella rättigheter och äganderätt, rätt till undervisning, och om utvisningsärenden. 
Vid krig eller annat nödläge som hotar statens existens, har staten möjlighet till partiellt upphävande (eng. derogation), det vill säga rätt att med vissa förbehåll avvika från konventionens skyldigheter. Derogationsrätten har åberopats av bland annat Grekland efter statskuppen 21 april 1967, men kommissionen ansåg inte att nationens existens varit hotad i det fallet.

## Jämförelser med andra konventioner

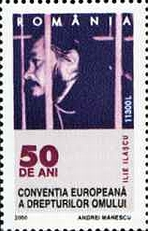
Rumänskt frimärke utgivet med anledning av Europakonventionens 50-årsminne.

Europakonventionen har varit en förebild för Organisationen av amerikanska stater (OAS) och dess konvention om de mänskliga rättigheterna som tillkom 22 november 1969 på Costa Rica, samt för Afrikanska enhetsorganisationen (OAU) och dess Afrikanska stadgan om människors och folkens rättigheter som tillkom 1981. Den senare skiljer sig dock från de tidigare genom att den även innehåller kollektiva rättigheter men inte ger individen rätt att föra enskild klagan. Ett tilläggsprotokoll har dock tillkommit för grundandet av en afrikansk människorättsdomstol. Detta antogs 1998 och trädde i kraft 2004. Protokollet ger individer möjlighet att föra sin klagan till domstol om medlemsstaten ratificerat protokollet. Idag är den endast ratificerad av hälften av AU medlemsstater.
Europakonventionen skiljer sig på vissa punkter från FN:s deklaration om de mänskliga rättigheterna. Vissa skillnader i föreskrifterna om dödsstraff föreligger, och Europakonventionen räknar upp undantag för skyddet för den personliga friheten. FN-deklarationen innehåller även fler rättigheter än Europakonventionen.

## Kontrollorgan för konventionen
Ursprungligen var det huvudsakligen två organ som kontrollerar efterlevandet av konventionen, nämligen Europakommissionen och Europadomstolen, men även i viss mån Europarådets ministerkommitté. Med tilläggsprotokoll 11 ersattes de båda förra av en permanent Europadomstol 1998, men 1999 tillkom Europarådets kommissionär för mänskliga rättigheter.
Europarådets ministerkommitté är ansvarigt för att övervaka att medlemsstaterna verkställer Europadomstolens domar och håller därför s.k. DH-möten fyra gånger per år. Ministerkommittén kan då granska om den dömda staten har vidtagit nödvändiga individuella och generella åtgärder, och fattar beslut eller interimistiska resolutioner i de fall där man anser att den specifika medlemsstaten inte har verkställt domen på ett tillräckligt tillfredsställande sätt. 

## Europakonventionens ställning i den svenska rättsordningen
Konventionen hade ingen särskild ställning i den svenska rättsordningen förrän i början av 1980-talet då Sverige fälldes i Europadomstolen. Den fällande domen initierade diskussioner om konventionens ställning i Sverige vilka ledde dels till att konventionen inkorporerades som en lag (1994:1219) om europeiska konventionen om de mänskliga rättigheterna och de grundläggande friheterna, dels gavs konstitutionell status genom införandet av 2 kap. 19 § Regeringsformen (RF).
I RF 2:19 stadgas att ingen lag eller annan föreskrift får meddelas i strid med Europakonventionen. Detta ger inte konventionen i sig grundlagsstatus, men att bryta mot konventionen är grundlagsstridigt genom regeln i RF 2:19. Konventionens ställning är överordnad svensk lag och ingår i de svenska grundlagarna sedan konventionen inkorporerades i EU:s grundläggande rättigheter och därigenom blev överordnad författning enligt RF 11:14 och RF 12:10. En kränkning av någon av konventionens rättigheter kan prövas i Europadomstolen. Europadomstolen kan inte upphäva en nationell dom eller ett beslut, men Europadomstolens domar är bindande för den berörda staten och staten är skyldig att tillse att överträdelsen av konventionen upphör.